# X線バースター
X線バースター（Xせんバースター、X-ray burster）は、X線連星の種類の1つで、X線域にピークを持つ光度が周期的で高速に増大（通常は10倍以上）するものである。これらの連星は、融合しつつあるコンパクト星、通常は中性子星かブラックホールとドナーとなる恒星から構成される。ドナーとなる恒星の質量は、系を分類する基準として用いられる。質量が10太陽質量以上、または1太陽質量以下の場合は、それぞれHMXB、LMXBと呼ばれる。X線バースターは、X線パルサーやsoft X-ray transient等の他の一時的なX線源とは見かけが異なり、1秒から10秒のシャープな立ち上がり時間の後に、冷えたブラックホールに特徴的なスペクトルの軟化が続く。それぞれのバーストのエネルギー流束は1039-40erg程度で、中性子星上の降着円盤の1037ergに匹敵する。バーストの流束と通常の流束の比自体はαの文字で表され、10から1000の範囲であるが、通常は100の桁である。X線バーストでは、数時間から数日の間隔で系の質量のほとんどを放出するが、5-20分という短い間隔のものも観測される。XRBという略称は、X線バースターという天体とX線バーストという天文現象の両方を意味する。

## バーストの天体物理学
連星系の恒星がロッシュ・ローブを越える（伴星に近づきすぎるか半径が大きくなりすぎる）と、質量が中性子星に向かう流れとなって伴星が質量を失い始めるか、または伴星がエディントン限界を超えて質量を失い、この物質の一部が重力的に中性子星に引きつけられることになる。公転周期が短く、伴星の質量が大きい環境では、両方のプロセスが起こる。どちらの場合にも、落ち込む物質は伴星の表層に由来し、水素とヘリウムに富む。コンパクト星は重力場が強いため、物質は非常に速い速度でコンパクト星に落ち込み、通常は経路上で他の加速した物質と衝突して降着円盤を形成する。強い重力場によるもう1つの帰結として、X線バースターでは、流入する物質は中性子星の表面で加速され、フェルミ縮退の濃い層を作る。フェルミ縮退の状態にある物質は理想気体の状態方程式に従わず、温度が変わっても圧力はほとんど変化しない。中性子星の表面にフェルミ縮退の状態の物質が十分に蓄積すると、大気安定度により発熱性の核融合反応が始まり、気温は10億度以上に上昇して最終的に核爆発を起こす。この爆発的な恒星内元素合成はCNOサイクルで始まり、すぐにrp過程に移行する。理論上は少なくともいくつかの場合は、加速物質中の水素は継続的に燃え、蓄積されたヘリウムがバーストを引き起こすとされる。

## バーストの観測
短時間に莫大なエネルギーが放出されるため、エネルギーの大部分は黒体放射の理論に従って高エネルギーの光子、この場合はX線となって放出される。このエネルギーの放出は、宇宙望遠鏡で恒星の光度の増大として観測され、X線バーストと呼ばれる。X線は大気を透過できないため、地上の望遠鏡ではこれらのバーストは観測されない。
バーストは恒星の安定性や軌道を変えるほどのエネルギーはないため、ほとんどのX線バーストは、何度も反復するように観測される。ほとんどのX線バーストは不規則周期であり、恒星の質量、恒星間の距離、降着の速さ、組成等に依存して数時間から数ヶ月にも及ぶ。観測により、X線バーストはI型とII型の2種類に分類される。I型のX線バーストは、光度が鋭く立ち上がり、ゆっくりと減衰していく。II型のX線バーストは数分間隔のパルス状に鋭い光度の変化を見せる。しかしこれまで観測されたII型のX線バーストは2例しかなく、ほとんど全てのX線バーストはI型である。

## 天文学での利用
中性子星の質量によりバーストの明るさが決定されるため、明るいX線バーストは標準光源として用いることができる。そのため、観測されたX線のフラックスを予測された値と比べることで、比較的正確な距離を求めることができる。またX線バーストの観測により、中性子星の直径も決定することができる。